# NGC 1535
NGC 1535 – mgławica planetarna położona w gwiazdozbiorze Erydanu. Została odkryta 1 lutego 1785 roku przez Williama Herschela.